# Coelichneumonops cashmani
Coelichneumonops cashmani là một loài tò vò trong họ Ichneumonidae.